# Floriana FC
Floriana Football Club (obecně známý jako Floriana) je maltský fotbalový klub sídlící ve Florianě. Soutěží v Maltese Premier League, nejvyšší úrovni maltského fotbalu.

## Trofeje
- Maltská Premier League (26×)[1]
  - 1909/10, 1911/12, 1912/13, 1920/21, 1921/22, 1924/25, 1926/27, 1927/28, 1928/29, 1930/31, 1934/35, 1936/37, 1949/50, 1950/51, 1951/52, 1952/53, 1954/55, 1957/58, 1961/62, 1967/68, 1969/70, 1972/73, 1974/75, 1976/77, 1992/93, 2019/20
- Maltský Pohár (21×)[2]
  - 1937/38, 1944/45, 1946/47, 1948/49, 1949/50, 1952/53, 1953/54, 1954/55, 1956/57, 1957/58, 1960/61, 1965/66, 1966/67, 1971/72, 1975/76, 1980/81, 1992/93, 1993/94, 2010/11, 2016/17, 2021/22
- Maltský Superpohár (2×)[3]
  - 1993, 2017